# José de Ezquerra y Guirior
José de Ezquerra y Guírior (Tudela, 25 de enero de 1756-Algeciras, 13 de julio de 1801) fue un militar español, descendiente de un antigua y noble familia. Fue comandante del navío de 112 cañones Real Carlos durante la segunda batalla de Algeciras.

## Biografía
Nació en Tudela (Navarra) el 25 de enero de 1756, hijo de Joaquín de Ezquerra y Larrea y de Paula Ignacia Guírior y Otazu. Su padre, natural también de Tudela, fue regidor de esta ciudad, mientras que su abuelo, alcalde. Su madre era natural de Aoiz habiendo sido su abuelo materno marqués de Guírior, diputado del reino de Navarra y señor de Villanueva de Lónguida. Un tío suyo, Fermín de Ezquerra, fue teniente de fragata. Y antepasado suyo, por línea materna, era Manuel de Guírior, primer marqués de Guírior, virrey de Nueva Granada y de Perú.
Tenía en Tudela un palacio cabo de armería llamado Casa de Ezquerra.
Se casó con María del Bayo, señora de Laboa, el 18 de octubre de 1783 con la que tuvo ocho hijos, entre ellos Joaquín Ezquerra del Bayo. Ingresa en 1793 en la Orden de Santiago.

## Trayectoria militar

### Alférez de fragata (1771)
Ingresó como alférez en la compañía del Departamento de Cádiz el 1 de octubre de 1769. Después de aprobar el examen teórico se embarcó en varios barcos para su formación inicial, siendo ascendido a alférez de fragata el 15 de enero de 1771, y embarcado en el buque Atlante navegó en el Océano Atlántico. Transferido al barco Princesa realizó un crucero de entrenamiento a Canarias para luego pasar en la fragata Lucía con la que navegó por el Atlántico y el Mediterráneo. Se trasladó a la fragata Santa Catalina y se dirigió a las Indias Occidentales cuando el barco se detuvo en Cartagena de Indias. El 1 de noviembre de 1774 tomó el mando de la corbeta Ventura que realizaba misiones de guardacostas, y en uno de sus cruceros, el 23 de mayo de 1775, encalló en la entrada del puerto de Maracaibo. Sometido al Consejo de Guerra, fue absuelto de todos los cargos y se embarcó en la fragata Industria y luego en la del Rosario, con la que regresó a Cádiz. 

### Alférez de navío (1776)
Ascendido a alférez de navío el 17 de marzo de 1776, permaneció en el Rosario hasta el 27 de agosto que se desarmó la fragata. Transferido a la Infantería de Marina, con la Real Orden del 17 de julio de 1777 fue ascendido al rango de teniente de fragata. Embarcado en la fragata Santa Catalina al mando de José de Varela y Ulloa, zarpó rumbo al Mar del Plata llevando la noticia de la firma de la paz con Portugal. Desde Montevideo el barco se dirigió a las islas del Golfo de Guinea para recuperar la posesión de las islas de Fernando Poo y Annobón, donde realizaron numerosos levantamientos hidrográficos.

### Teniente de navío (1779)
Llegando a Cádiz el 15 de abril de 1779, el 14 de mayo, ascendió a teniente de navío embarcándose en el buque Rayo, de 100 cañones, en el que izó su estandarte el teniente general Miguel Gastón. Se unió al equipo naval del teniente general Luis de Córdova y Córdova que operaba junto con el francés bajo el mando de Louis Guillouet, conde de Orvilliers, el Rayo estaba comprometido en acción en el Canal de la Mancha contra los barcos ingleses al mando del almirante Charles Hardy. Los barcos británicos se vieron obligados a regresar a sus bases perdiendo el buque de 74 cañones Ardent que fue capturado por los franceses. Las dos flotas partieron del Canal de la Mancha para bloquear el puerto de Gibraltar donde permaneció hasta el 10 de noviembre de 1781 cuando tomó el mando de la fragata Santa Bibiana con la que zarpó rumbo a La Habana y luego a Veracruz, enmarcado en la división del brigadier general Félix de Tejada.

### Capitán de fragata (1784)
Regresó a Cádiz bajo la escuadra del teniente general José Solano y Bote, marqués del Socorro. A su llegada el barco fue desarmado y asignado a los servicios en el arsenal, siendo ascendido a capitán de fragata el 15 de noviembre de 1784. Habiéndose convertido en subcomandante de la fragata Santa Escolástica, sirvió en el Escuadrón de Evolución al mando del teniente general Juan de Lángara y Huarte del 9 de febrero al 5 de diciembre de 1787. El 6 de diciembre asumió el mando de la fragata Santa Teresa con el que realizó misiones de guardacostas hasta el 24 de marzo de 1788, cuando tomó el mando de la fragata Santa Leocadia con la que navegó hasta la isla de Trinidad de Barlovento (provincia de Trinidad) y luego a Cartagena de Indias. De regreso a Europa, llegó a El Ferrol el 5 de julio de 1789 y su barco quedó atracado.

### Capitán de navío (1792)

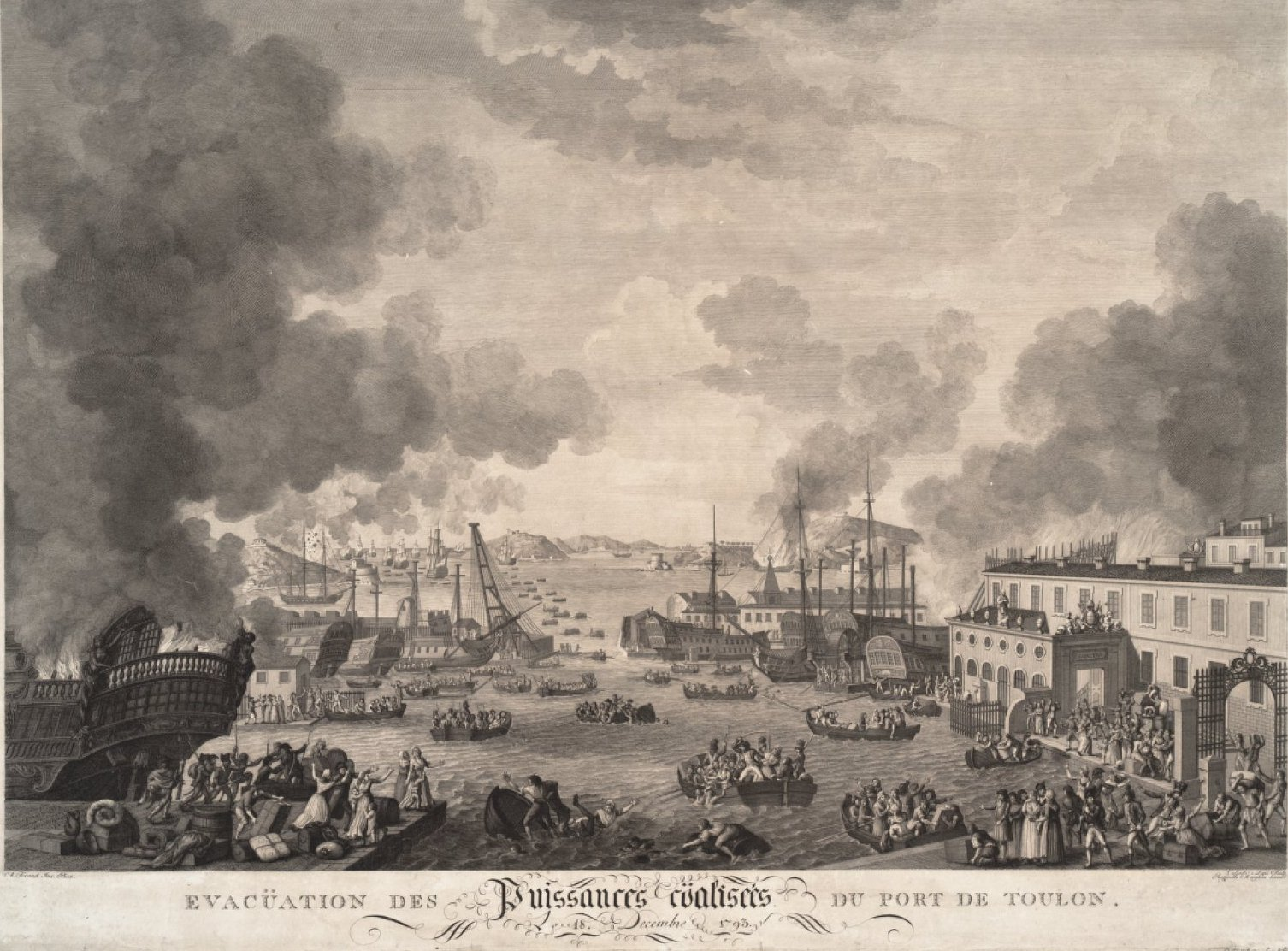
La fuerza aliada evacuando el puerto de Tolón

El 12 de julio de 1791 asumió el mando de la fragata Santa Elena, con la que realizó algunas misiones a las islas de São Vicente y La Roca para proteger el tráfico que llegaba de ultramar, siendo ascendido a capitán de navío el 17 de enero de 1792. En 1793, con el estallido de la guerra con la República Francesa, asumió el mando del buque de 74 cañones San Fermín adscrito al equipo del teniente general Lángara y Huarte que se reencuentra con el del almirante británico Samuel Hood en la ocupación de Puerto francés de Tolón. Cuando las fuerzas angloespañolas evacuaron Tolón, el buque transportó a exiliados monárquicos franceses que se refugiaron en el arsenal, y llegaron a las islas Hyères donde se reunió con el resto del equipo, llegando así al puerto de Mahón (Baleares) y luego a Cartagena. Traspasado al mando del buque San Joaquín, zarpó rumbo a Livorno donde se embarcó el duque de Parma que iba a casarse con la princesa María Luisa, y una vez realizada la boda salió de nuevo de España con la pareja a bordo para traerla de regreso a Toscana, regresando luego a Cartagena el 11 de julio de 1795. Pasó al mando del buque San Ildefonso con el que zarpó hacia Inglaterra en cruceros de vigilancia hasta la firma de la Paz de Basilea, que tuvo lugar el 22 de julio del mismo año.
Cuando se declaró la guerra con Gran Bretaña, en diciembre de 1797 tomó el mando del buque San Fernando, buque bandera del Jefe de Escuadra Pedro Luis Obregón y Ceballos, convirtiéndose en Jefe de Estado Mayor del equipo naval. Al año siguiente participó en el transporte de las tropas de la división del mariscal de campo, marqués de Casa Caijgal desde La Coruña hasta Santa Cruz de Tenerife, eludiendo la vigilancia que realizaban los buques de la armada inglesa. Regresando a El Ferrol desembarca de San Fernando con el nombramiento, por Real Orden de 20 de agosto de 1799, de subinspector de suministros del arsenal.

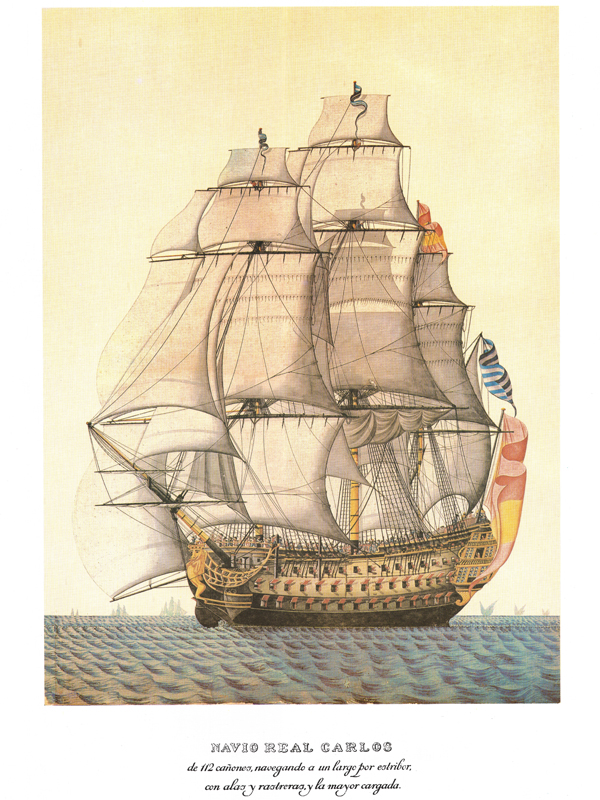
Navío Real Carlos

### ElReal Carlos(1800)
El 4 de enero de 1800 asumió el mando del buque de tres pisos y 112 cañones Real Carlos, buque insignia del teniente general Juan Joaquín Moreno. En mayo del mismo año participó con el resto de la escuadra al mando del teniente general Moreno, en la defensa del puerto de El Ferrol del intento de desembarco inglés realizado por las naves del contralmirante John Borlase Warren.
En la madrugada del 26 de agosto, las tropas de desembarco inglesas fueron atacadas por una columna de infantes desembarcados de numerosos barcos españoles, y por 56 marines y 67 soldados del Regimiento de Asturias que habían desembarcado del buque Argonauta. El 20 de abril de 1801, los barcos de Moreno zarparon de El Ferrol el 25 siguiente llegando al puerto de Cádiz donde fondearon.

### La campaña de Algeciras
El 13 de junio de 1801 un equipo naval francés al mando del contralmirante Charles-Alexandre Léon Durand Linois, compuesto por 3 barcos de línea y una fragata, ayudados por algunas unidades menores españolas, derrotó a un equipo de seis barcos británicos de línea al mando del contralmirante James Saumarez durante la batalla libraron en la Bahía de Algeciras. Después de la batalla, el equipo francés entró en el pequeño puerto de Algeciras, mientras que los británicos huyeron a Gibraltar en espera de la revancha. El contralmirante Linois instó a los españoles, a través de su subordinado Pierre Dumanoir le Pelley, para enviar refuerzos, que le permitieran repararse en Cádiz, y desde ese mismo puerto zarparon por orden del almirante de Mazarredo una formación naval al mando del teniente general Moreno, compuesta por cinco buques españoles y un francés, el Saint Antoine al mando del comodoro Julien Le Ray, y por una fragata española y varios barcos franceses menores. Habiendo llegado al puerto de Algeciras esa misma tarde, Moreno se reencontró con Linois, y los dos equipos zarparon nuevamente al amanecer del 12 de julio para volver a Cádiz, perseguido por el equipo inglés de Saumarez. El almirante francés también quiso llevarse consigo el buque Annibal, de 74 cañones, capturado a los británicos durante la batalla anterior e incorporado a la flota francesa. Este barco estaba, en mal estado, navegaba a remolque de la fragata Indienne retrasando la marcha de toda la formación. Los dos almirantes, siguiendo las nuevas instrucciones dadas por el almirantazgo español, transbordaron en la fragata Sabine, y Moreno, preocupado por llegar cuanto antes a Cádiz, envió al Aníbal de regreso a Algeciras.

### Noche oscura y dramática

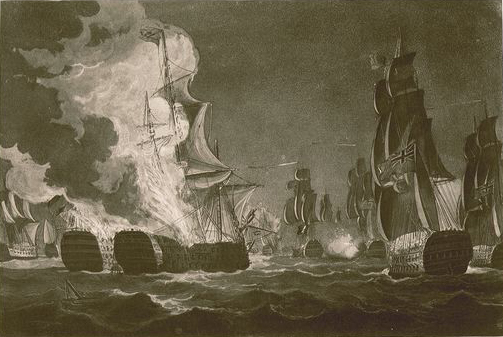
Los navíos de línea Real Carlos y San Hermenegildo en medio de los incendios justo antes de explotar, pintado por Thomas Whitcombe.

En la noche del 12 al 13 de julio se produjo un nuevo enfrentamiento, ya que Saumarez había dejado libres sus naves para quebrar la formación y perseguir la retaguardia enemiga, el buque Superb, bajo el mando del capitán Richard Goodwin Keats, logró acercarse a los tres buques de retaguardia. Fue el Real Carlos el que navegó en tándem con el San Hermenegildo a babor y el Saint Antoine a estribor pero muy tarde. El Superb atacó al Real Carlos completamente a oscuras, desde 320 m, que fue fuertemente golpeado, perdiendo el mástil de la gavia y obteniendo un gran incendio a bordo que pronto se hizo visible a todos los demás barcos. La embarcación San Hermenegildo aprovechó este hecho y, contrariamente a las estrictas órdenes de Moreno, atacó ciegamente al Real Carlos. El ataque tuvo una respuesta inmediata y los dos barcos españoles comenzaron a disparar andanadas tras andanadas que terminaron cuando el Real Carlos, ahora en medio de un incendio incontrolable, se desvió y chocó con el San Hermenegildo. Este último permaneció irremediablemente unido al Real Carlos y fue inmediatamente presa de grandes incendios. Ninguno de los barcos ingleses de la zona logró rescatar a los marineros de los dos barcos que intentaban abandonar los barcos en llamas a bordo de pequeñas embarcaciones. Ya a las 0:15 horas el Real Carlos estalló y se hundió, seguido poco después por el San Hermenegildo. Los supervivientes fueron 298, y se registraron más de 1.700 víctimas, entre ellas el comandante del Real Carlos José de Ezquerra y Guírior y el del San Hermenegildo Manuel Antonio de Emparan y Orbe.
En el Panteón de Marinos Ilustres ubicado dentro del recinto de la base militar de San Carlos, en San Fernando (Cádiz), hay una placa con la siguiente inscripción: 

«A la memoria del Capitán de Navío Don José de Ezquerra y Guírior. Muerto en la voladura del navío de su mando Real Carlos en el combate del estrecho de Gibraltar, 12 de julio de 1801.»

## Premios y reconocimientos
- Caballero de la Orden de Santiago.[1]